# Tetragonia schenkii
Tetragonia schenkii är en isörtsväxtart som först beskrevs av Schinz, och fick sitt nu gällande namn av Adolf Engler. Tetragonia schenkii ingår i släktet tetragonior, och familjen isörtsväxter. Inga underarter finns listade i Catalogue of Life.